# Jørgen Helweg-Larsen
Jørgen Meincke Helweg-Larsen (7. februar 1905 i København – 17. januar 1977) var en dansk advokat, bror til Else-Merete Ross og Niels Helweg-Larsen.
Han var søn af overretssagfører Albert Helweg-Larsen og hustru Berta født Meincke, blev student fra Østre Borgerdydskole 1923 og cand.jur. 1929. Han blev landsretssagfører 1934 og fik siden møderet for Højesteret.
Helweg-Larsen var formand for bestyrelserne for Københavns og Omegns Sygehjem, A/S Københavns Hippodrom, A/S Schouw & Co., A/S Jyllands Papirværk, A/S Fisker & Nielsen, Ole Thorups Stiftelse og for Varelotteriet samt medlem af bestyrelsen for Folkebørnehaveforeningen.
Han blev gift 2. januar 1931 med Ragna Haugsted (3. juni 1909 i København - ?), datter af bibliotekar Ejler Haugsted og hustru Augusta født Jessen.